# マリア・アンナ・フォン・エスターライヒ (1882-1940)
マリア・アンナ・フォン・エスターライヒ（Maria Anna Erzherzogin von Österreich, 1882年1月6日 リンツ - 1940年2月25日 ローザンヌ）は、オーストリア皇帝家の分家テシェン公爵家の公女で、ブルボン＝パルマ公家家長エリアの妃。

## 生涯
テシェン公爵家の当主フリードリヒ大公とその妻でクロイ公爵家の公女であるイザベラの間の第2子、次女としてリンツで生まれた。洗礼を受けマリア・アンナ・イザベレ・エピファーニエ・オイゲーニエ・ガブリエーレ（Maria Anna Isabelle Epiphanie Eugenie Gabriele）と名付けられた。
1903年5月25日にウィーンにおいて、パルマ公ロベルト1世の息子エリアと結婚した。夫は知的障害のある2人の兄、エンリコとジュゼッペの代わりにパルマ公爵家の実質的な家長を務め、マリア・アンナ死後の1950年には実際に家督を継承している。
マリア・アンナは1940年2月25日にローザンヌで亡くなった。

## 子女
夫エリアとの間に3男5女の8人の子女をもうけた。
- エリザベッタ（エリザベート）・マリーア・アンナ・ピア・ルイーザ（1904年 - 1983年）
- カルロ（シャルル）・ルイージ・フェデリーゴ・アントニオ・ロベルト・エリアス・マリア（1905年 - 1912年）
- マリーア・フランチェスカ（マリー＝フランソワーズ）・ジュゼッピーナ・ラニエーラ・エンリケッタ・ピア・ルイーザ（1906年 - 1994年）
- ロベルト（ロベール）・ラニエーリ・アレクシス・ルイージ・エンリコ・デオダート・エリアス・ピオ・マリーア（1909年 - 1974年） - ブルボン＝パルマ公家家長
- フランチェスコ（フランソワ）・ラニエーリ・アレクシス・ルイージ・エンリコ・ロベルト・ピオ・カルロ・エリアス・マリーア（1913年 - 1939年）
- ジョヴァンナ（ジャンヌ）・イザベラ・アルフォンシーナ・ピア・ルイーザ・マリーア（1916年 - 1949年）
- アリーチェ（アリス）・マリーア・テレーザ・フランチェスカ・ルイーザ・ピア・アンナ・ヴァレリア（1917年 - 2017年） - 1936年、スペイン王子・カラブリア公アルフォンソと結婚
- マリーア・クリスティーナ（マリー＝クリスティーヌ）・アルベルティーナ・エンリケッタ・ルイーザ・ピア・カルロッタ（1925年 - 2009年）